# Harvey Limon
Harvey Limon (19 de diciembre de 1970) es un futbolista surinamés que juega en la posición de mediocampista. El último equipo que se le conoce es el RKSV Groene Ster, de la Hoofdklasse B de los Países Bajos.

## Clubes
| Club             | País         | Año       |
| ---------------- | ------------ | --------- |
| SV Leo Victor    | Surinam      | ? -2001   |
| RKSV Groene Ster | Países Bajos | 2001-2003 |
| SV Leo Victor    | Surinam      | 2003-2004 |
| RKSV Groene Ster | Países Bajos | 2004-2005 |

## Selección nacional
Limon fue internacional con la selección de Surinam, participando a dos eliminatorias mundialistas (1998 y 2002) con su país (6 partidos disputados).
También fue convocado para jugar la fase final de la Copa del Caribe 2001 aunque solo disputó un encuentro, ante San Cristóbal y Nieves (derrota 0-4).